# Carlos de Gurrea

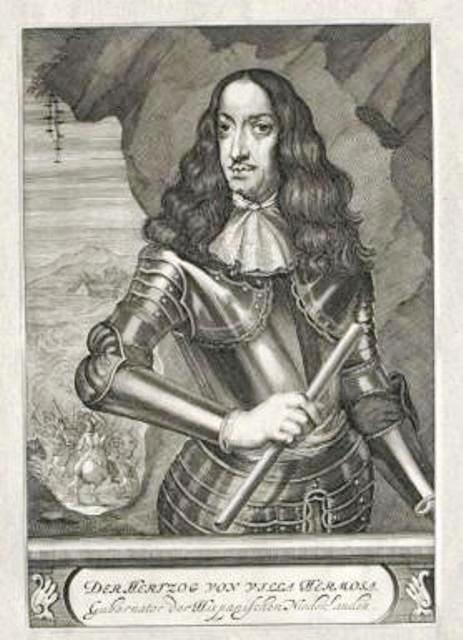
Carlos de Aragón de Gurrea y de Borja

Carlos de Aragón de Gurrea y de Borja, daarvoor Carlos de Borja de Aragón de Gurrea y Alagón (Pedrola, 18 augustus 1634 - Zaragoza, 13 augustus 1692) was een Spaans edelman en politieke figuur, die onder meer landvoogd van de Zuidelijke Nederlanden was.

## Ouders
Hij was de negende hertog van Villahermosa en graaf van Ficalho en Luna.
Zijn vader was Fernando Manuel de Aragón de Gurrea en Borja, de achtste hertog van Villahermosa, en zijn moeder Juana Luisa de Aragón y de Alagón, gravin van Luna.

## Huwelijk
Hij trouwde in 1656 op 22-jarige leeftijd met María Enríquez de Guzmán y Córdoba (overleden 1696), met wie hij geen kinderen had.

## Functies en onderscheidingen
Hij was landvoogd van de Zuidelijke Nederlanden van 1675 tot 1678.  Tijdens zijn bewind was het Spaanse gezag over de Zuidelijke Nederlanden nominaal. Koninkrijk Frankrijk en de Republiek der Nederlanden konden de Slag bij Kassel (1677) op het grondgebied onder zijn bestuur uitvechten zonder noemenswaardige Spaanse bijdrage.
Omstreeks 1677 kreeg hij versterking toen de Spaanse gouverneur van het hertogdom Milaan, Gaspar Tellez-Girón, 5de hertog van Osuna, het tercio van Valladares onder bevel van veldmaarschalk Isidro de la Cueva-Benavides stuurde.
Toch was hij niet in staat om een aantal steden te beschermen voor de vijandelijke indringers en hij werd als landvoogd vervangen door Alessandro Farnese, prins van Parma, die landvoogd van de Zuidelijke Nederlanden was van 1678 tot 1682.
Hij werd ridder in de Orde van het Gulden Vlies in 1678 en was onderkoning van Catalonië van 1688 tot 1690.

## Na zijn dood
Omdat hij kinderloos stierf begonnen na zijn dood Aragonese adellijke families talrijke  rechtszaken over zijn opvolging en landeigendommen.  Daardoor werd de volgende titel van tiende hertog pas toegekend in 1750, 58 jaar na zijn dood.